# Netscape Mail & Newsgroups
Netscape Mail & Newsgroups, popularmente conhecido como Netscape Mail, foi um cliente de e-mail produzido pela Netscape Communications Corporation como parte do série de suites Netscape, entre as versões 4.5 a 7.2. Anteriormente, eram dois programas distintos conhecidos como Netscape Messenger e Netscape Collabra entre as versões 4 e 4.5 do Netscape Communicator.

## Características
O Netscape Mail & Newsgroups possui suporte para protocolos mais populares, tais como IMAP, POP3 e SMTP, e suporte para múltiplas contas.
Inicialmente o seu desenvolvimento foi supervisionado na Netscape, mas com a compra da Netscape pela AOL em 1998, o seu desenvolvimento codebase foi entregue à Mozilla Foundation, originalmente criada pela Netscape e, portanto, tornou-se baseado no Mozilla Mail & Newsgroups componente do open-source Mozilla Suite.

## A volta
No entanto, em 2007, após o lançamento do navegador Netscape Navigator 9, a Netscape confirmou que iria desenvolver um cliente de e-mail, agora chamado Netscape Messenger 9. A nova versão foi a basear-se sucessor do Mozilla Mail, o Mozilla Thunderbird.